# Симулятор строительства и управления
Симулятор строительства и управления (англ. construction and management simulation, CMS) — жанр компьютерных игр, разновидность симуляторов. В играх этого жанра пользователь строит, расширяет и осуществляет финансовое управление вымышленными сообществами или проектами в условиях ограниченных ресурсов. В стратегических играх иногда могут присутствовать элементы симуляторов строительства и управления, поскольку игрок должен управлять ресурсами по мере движения к цели. Однако собственно симуляторы строительства и управления отличаются от стратегических игр в том, что «целью игрока является не разгром врага, а постройка чего-то в непрерывном процессе». Игры этого жанра часто описываются термином management games (с англ. — «игры об управлении»).
Примером одной из первых успешных игр в жанре является SimCity. Разнообразие игр в жанре включает в себя градостроительные симуляторы типа Caesar или Dwarf Fortress, «чистые» экономические симуляторы типа Capitalism и, собственно, симуляторы строительства и управления типа Theme Park.

## Игровая механика

### Экономика
Экономика играет первостепенное значение в симуляторах строительства и управления, поскольку в этих играх происходит строительство разных объектов в условиях экономических ограничений. В некоторых играх пользователю требуется исследовать или прийти к пониманию игровых принципов, однако большинстве игр перед игроком ставится экономическая проблема. Иными словами, эти игры направлены на обеспечения роста. Для этих игр используются сеттинги, где существует поддающая управлению экономика, как правило, это некое сообщество, организация или империя. Роль игрока редко соответствует аналогам в реальной жизни, поскольку обычно игрок в большей степени вовлечён в принятие мелких решений, нежели менеджер или администратор в реальности. У игрока обычно имеется два вида инструментов — один предназначен для строительства, другой — для управления.
В симуляторах строительства и управления существует тенденция к существованию в играх двух типов строительства: «спланируй и построй» (англ. plan-and-build), где сооружение строится постепенно, и «купи и размести» (англ. purchase and place), когда строительство происходит мгновенно. Случайные бедствия создают дополнительные проблемы для строительства, также в некоторых играх существуют ограничения относительно того, каким образом должны быть построены разные объекты. Тем не менее, обычно операция строительства осуществляется очень просто, и основной задачей в симуляторах строительства и управления становится нахождение ресурсов, требуемых для осуществления строительства. Игрок должен управлять ресурсами, обеспечивая рост экономики, в которой ресурсы производятся, тратятся и обмениваются. Ресурсы извлекаются из источника как деньги из банка или золото из шахты. В некоторых симуляторах строительства и управления игрок может преобразовывать ресурсы одного типа в другой, например, посредством ферментации из сахара можно изготовить ром. В число обычных ресурсов входят деньги, люди и стройматериалы. Ресурсы используются одним из следующих способов: на строительство, когда игрок строит или покупает объекты для достижения каких-то целей, либо на обслуживание, когда игрок осуществляет регулярные платежи для предотвращения потерь или разрушения. В некоторых случаях снос строений требует траты ресурсов, но чаще ресурсов на это не требуется.

### Цели
Симуляторы строительства и управления, как правило, предоставляют игроку только однопользовательский режим. В результате конкуренция принуждает игроков избегать проявлений творческого подхода для большей эффективности в конкуренции за ресурсы. В играх обычно присутствует режим свободного строительства, в котором игрок может строить так, как считает необходимым, что отражает творческий подход игрока и его желание контроля. По существу, в симуляторах строительства и управления отсутствуют четкие критерии победы. Тем не менее, игрок может в любой момент проиграть ввиду банкротства из-за нехватки ресурсов. В этих играх ставится акцент на росте, поэтому игроки должны успешно управлять своей экономикой для возможности строительства более масштабных объектов и получения ещё большей созидательной силы.
В отличие об большинства других игр, в симуляторах строительства и управления продвижение по сюжетной линии присутствует редко, а дизайн уровней представляет собой обычное пространство, где игрок может строить. Некоторые игры предлагают заранее созданные сценарии, в которых могут быть заданы условия победы типа достижения некоторого уровня богатства или преодоления тяжелой ситуации. Однако, успех в одном сценарии редко когда имеет влияние в другом сценарии, так что игроки, зачастую, выбирают их в случайном порядке.

### Интерфейс
Из-за того, что игрок управляет сложной игровой экономикой, симуляторы строительства и управления часто разрабатываются с оконным интерфейсом. В сравнении с экшн-играми, симуляторы строительства и управления предоставляют игроку управление в компьютерном стиле, например, с использованием выпадающих меню и кнопок. Игрок может оценить состояние экономики при помощи графиков и иных аналитических инструментов. Также у игрока часто имеются помощники, которые предупреждают игрока и проблемах или описывают текущие потребности. В целом, интерфейс в симуляторах строительства и управления один из наиболее сложных в компьютерных играх вообще. Эти игры могут быть вполне популярны без использования последних достижений компьютерной графики.
Игрок в симуляторах строительства и управления обычно вездесущ и даже не имеет аватара. Игроку часто предоставляется изометрический вид игрового мира или, в современных трёхмерных играх, свободно перемещаемая камера, «снимающая» с воздуха. В игровом мире обычно присутствует техника или люди, которые реагируют на действия игрока, однако игрок редко имеет возможность отдавать прямые приказы.

## Возникновение
Одной из первых игр, где игрок управлял экономикой города-государства, стала игра The Sumer Game для компьютеров PDP-8, более поздняя версия которой известна как Hamurabi. Это довольно простая игра, работающая в текстовом режиме.
Игра Utopia, вышедшая в 1982 году на приставке Intellivision, стала известна как игра, благодаря которой возник жанр симуляторов строительства и управления. Игрок становится ответственным за остров, ему подчиняется вся экономика и все войска. Необходимо, чтобы население оставалось счастливым, а войска были достаточно сильными для подавления выступлений повстанцев и отражения атак пиратов. От игрока требуется приходить к сложным умозаключениям, тогда как другие игры той поры полагались в основном на рефлексы. Продажи шли достаточно хорошо, а сама игра повлияла на игры всех жанров.
В 1983 году компания Koei выпустила историческую игру Nobunaga’s Ambition. В ней игрок принимает роль исторической личности Ода Нобунага и должен покорить, унифицировать и править японским народом. Игра сочетает сложные математические расчёты, историю Японии, глобальную стратегию, а также такие аспекты как повышение налогов или отправка риса в префектуры. Игра Nobunaga’s Ambition продолжила уточнять и определять стандарты для большинства игр в жанре симуляторов на игровых приставках. После игры вышло множество сиквелов, в которых Koei продолжила создавать игры в жанре симуляторов, в том числе серии игр Romance of the Three Kingdoms (1986) и Bandit Kings of Ancient China (1989). Также в 1989 году Capcom выпустила собственную игру-симулятор — Destiny of an Emperor, действие в которой основано на истории Китая.
Utopia оказала значительное влияние также на игру SimCity, вышедшую в 1989 году и считающуюся первым большим успехом среди игр о строительстве и управлении. SimCity позволяет игроку построить город на незанятой земле и управлять им. В ходе этого он решает такие задачи как балансировка бюджета и поддержание общественного мнения. После выхода игра была оценена как сложный симулятор градостроительства. Поскольку в игре не было типичного для того времени скоростного, интенсивного геймплея, игра не предназначалась для максимально широкой аудитории. Также игра получила известность за отказ от использования традиционной для игр своего времени системы «победа или поражение» (англ. win-or-lose). После SimCity вышло большое количество сиквелов и спиноффов. Игра получила признание за изобретение жанра градостроительных симуляторов. Также идеи SimCity привели к появлению других успешных симуляторов строительства и управления. Это такие игры как SimTower и SimFarm. Благодаря им геймдизайнер Уилл Райт стал одним из влиятельнейших людей в индустрии компьютерных игр. Игра в конечном счёте повлияла на игры серии Tycoon, которые также стали важными представителями жанра.

## Разновидности
Со временем жанр развился в несколько разновидностей.

### Градостроительный симулятор
Градостроительный симулятор — это разновидность жанра симуляторов строительства и управления, в которой игрок выступает в роли градостроительного проектировщика или руководителя города. Обычно игрок наблюдает за городом с виде сверху («с неба») и осуществляет при этом управление развитием виртуального города. Игрок управляет выделением земли под застройку и контролирует такие особенности городского управления как определение зарплат и рабочих приоритетов, тогда как фактически строительство осуществляют игровые горожане, являющиеся неигровыми персонажами. Элементы градостроительного симулятора могут встречаться во многих играх жанра симуляторов строительства и управления. При этом игра может симулировать не город, а, например, империю (как в Goodgame Empire или в Age of Empires), зоопарк или любую другую территорию, где возможно строительство и управление, а также их симуляция.

### Экономический симулятор
Экономические симуляторы — это подвид жанра симуляторов строительства и управления, где предметом симуляции является некоторый бизнес или другой экономический объект. В этих играх обычно в большей степени представлено управление, нежели строительство. Вместо приобретения зданий непосредственно строительство может быть представлено в более абстрактной форме, например, в виде приобретения акций.
Характерным примером «чистого» экономического симулятора является игра Capitalism, целью в которой является создание промышленной и финансовой империи. Другим примером экономического симулятора является Transport Tycoon.

### Политический симулятор
Политический симулятор — это игра, которая симулирует правительство и политику всей страны или какой-то её части. В этих играх может присутствовать геополитическая составляющая (включая формирование и проведение внешней политики), создание внутренних политических правил или симуляцию политических кампаний. Они отличаются от игр жанра варгейм отказом от военных или экшн-элементов или их абстрактным характером.
Игры, основанные на выборах или геополитике, существовали задолго до появления персональных компьютеров и их возможности быстрой обработки больших объёмов статистических данных. Одной из ранних таких игр является The Game of Politics, созданная Освальдом Лордом (англ. Oswald Lord) в 1935 году, которая оставалась популярной до 1960 г. В 1954 создана настольная игра «Дипломатия», которая, в отличие от других варгеймов, содержит фазу «переговоров». В этой фазе игроки могут договариваться друг с другом, чтобы впоследствии проводить военные операции одновременно. Национальная политика оставалась важной частью настольных игр, что проявилось в создании игр типа Die Macher (1986 г.), основанной на выборах в Германии, или Wreck the Nation, которая высмеивает политику США времен президентства Джорджа Буша.

### Управление парком развлечений
Первой известной игрой, основанной на управлении парком развлечений, является Theme Park. Идею создания подобных игр приписывают Питеру Молиньё, который полагал, что этот жанр достоин внимания. Другая игра в жанре, RollerCoaster Tycoon, была создана Крисом Сойером. Эта серия игр стала успешной, в ней был создан ряд сиквелов, включая RollerCoaster Tycoon 2 и RollerCoaster Tycoon 3.
После выхода RollerCoaster Tycoon 3 интерес к жанру пропал примерно на десятилетие. В 2016 году в жанре вышло несколько игр, например, RollerCoaster Tycoon World и Planet Coaster. В том же году на площадке раннего доступа в Steam была выпущена игра Parkitect.

### Управление колонией
Управление колонией — подвид жанра симуляторов строительства и управления. Количество игр в этом подвиде жанра относительно невелико из-за их нишевого характера. В этих играх широко используются как строительство, так и управление с более высокой детальностью, нежели в других играх. Примерами таких игр могут быть Dwarf Fortress или RimWorld, причем авторы последней игры черпали вдохновение из первой.